# Де Граф (Минесота)
Де Граф (енгл. De Graff) град је у америчкој савезној држави Минесота.

## Демографија
По попису из 2010. године број становника је 115, што је 18 (-13,5%) становника мање него 2000. године.
| Група             | 2000.       | 2010.       |
| Белци             | 130 (97,7%) | 109 (94,8%) |
| Афроамериканци    | 0 (0,0%)    | 5 (4,3%)    |
| Азијати           | 0 (0,0%)    | 0 (0,0%)    |
| Хиспаноамериканци | 3 (2,3%)    | 0 (0,0%)    |
| Укупно            | 133         | 115         |